# Bocce ai XIII Giochi del Mediterraneo
I tornei di Bocce ai XIII Giochi del Mediterraneo si sono svolti presso l'impianto Fiera del Lefante di Bari. Il programma prevede l'assegnazione di un totale di 3 medaglie d'oro nelle tre diverse specialità dello sport:
- Pétanque (doppio)
- Volo (tiro progressivo e di precisione)
- Raffa (individuale e doppio)

## Risultati

### Uomini
| Evento           | Oro                                          | Argento                                     | Bronzo                                     |
| Pétanque         |                                              |                                             |                                            |
| Doppio           | Tunisia Khaled Lakhal Tarek Lakili           | Italia Stefano Bruno Gianni Laigueglia      | Francia Philippe Quintais Philippe Suchaud |
| Volo             |                                              |                                             |                                            |
| Tiro Progressivo | Frederic Maugiron Frederic Poyet             | Ales Borcnik Bojan Novak                    | Loris Meret Marco Ziraldo                  |
| Raffa            |                                              |                                             |                                            |
| Doppio           | Italia Emiliano Benedetti Gianluca Formicone | San Marino Corrado Bollini Giuseppe Frisone | Malta David Farrugia Joseph Demanuele      |

## Medagliere
| Posizione | Paese      |   |   |   | Totale |
| --------- | ---------- | - | - | - | ------ |
| 1         | Italia     | 1 | 1 | 1 | 3      |
| 2         | Francia    | 1 | 0 | 1 | 2      |
| 3         | Tunisia    | 1 | 0 | 0 | 1      |
| 4         | Croazia    | 0 | 1 | 0 | 1      |
| 5         | San Marino | 0 | 1 | 0 | 1      |
| 6         | Malta      | 0 | 0 | 1 | 1      |
| Totale    | Totale     | 3 | 3 | 3 | 9      |